# Koning Fahdstadion (Taif)
Het Koning Fahdstadion is een multifunctioneel stadion in Taif, een stad in Saoedi-Arabië. Het stadion wordt vooral gebruikt voor voetbalwedstrijden, in 1989 werd van dit stadion gebruik gemaakt voor het Wereldkampioenschap voetbal onder 20. In 2005 werd van dit stadion gebruik gemaakt voor de 2005 Islamic Solidarity Games. In het stadion is plaats voor 17.000 toeschouwers. Het stadion werd geopend in 1985.